# Krasnoborowik żółtoczerwony
Krasnoborowik żółtoczerwony (Neoboletus xanthopus (Klofac & A. Urb.) Klofac & A. Urb.) – gatunek grzybów należący do rodziny borowikowatych (Boletaceae).

## Systematyka i nazewnictwo
Pozycja w klasyfikacji według Index Fungorum: Neoboletus, Boletaceae, Boletales, Agaricomycetidae, Agaricomycetes, Agaricomycotina, Basidiomycota, Fungi.
Po odkryciu w 2014 roku siostrzanego do Boletus erythropus gatunku, Alexander Urban i Wolfgang Klofac nazwali go Boletus xanthopus. Tego samego roku przenieśli go do nowo odkrytego rodzaju Neoboletus. Epitet gatunkowy odnosi się do żółtego trzonu. Nazwa polska na podstawie rekomendacji Polskiego Towarzystwa Mykologicznego.
Synonim nazwy naukowej: Boletus xanthopus Klofac & A. Urb. 2014.

## Morfologia
Kapelusz
Średnica dochodzi do 12 (17) cm, półkulisty, następnie wypukły, rzadko płaski. Krawędź tępo zakończona, często falisto-wrębna. Powierzchnia kapelusza, gdy sucha u młodych okazów delikatnie aksamitna, później przeważnie gładka. Gdy wilgotna lekko lepka. Barwa bardzo zmienna, brązowa, brązowoochrowa do żółtobrązowej, z żółtymi obszarami. Żółte kolory są zwykle ograniczone do plam, które nie rozciągają się na cały kapelusz. W rzadkich przypadkach obserwowano różowy odcień na brzegu kapelusza. Odsłonięta owocnia czasami jaśniej brązowa. Powierzchnia hymenium jest początkowo pomarańczowa, z wiekiem odbarwiająca się do żółtej. Skórka pęka po wyschnięciu. Powierzchnia kapelusza i trzonu zmienia się słabo na sino-niebieską po potarciu.
Hymenofor
Rurki o długości 5–20 mm, przyrastające, żółte, niebieskawe natychmiast po uszkodzeniu lub odsłonięciu. Pory bardzo małe (0,1–0,5 mm na por), mniej lub bardziej zaokrąglone w młodym wieku, a następnie czasami lekko kanciaste, jaskrawoczerwone do czerwonawo pomarańczowego, jaśniejsze, prawie żółte w kierunku krawędzi kapelusza, stopniowo blaknące wraz z wiekiem. Natychmiast intensywnie niebieskawe po dotknięciu.
Trzon
Wysokość 7–12 cm, grubość 1,5–3,5 cm. Zwykle dłuższy od średnicy kapelusza, cylindryczny, często mniej lub bardziej zakrzywiony, rzadko nieco ukorzeniony. Barwy żółtawej, rzadziej z pomarańczowymi lub czerwonawymi plamkami lub smugami w różnych miejscach. Powierzchnia prawie gładka do niepozornie pokrytej strzępkami. Strzępki przeważnie w kolorze powierzchni trzonu, później ciemniejące, od ochrowego do brązowawego. Powierzchnia trzpienia zmienia się w zielonkawo-niebieską lub szaroniebieską przy najmniejszym dotknięciu. Drobne krosty, ledwo widoczne gołym okiem, po dotknięciu zmieniają kolor na bladoszarobrązowy. Podstawowa biaława, wysychając przebarwia się od kremowej do żółtawej.
Miąższ
Jędrny, żółtawy, szybko zmieniający się w intensywnie niebieski, a także bardziej zielonkawo-niebieski na trzonie po odsłonięciu. Reakcja samoutleniania zanika w ciągu kilku minut, pozostawiając cytrynowo-chromową powierzchnię. Zapach nie jest charakterystyczny, smak łagodny.
Cechy mikroskopowe
Zarodniki eliptyczno-wrzecionowate, gładkie, o rozmiarach (10) 13,5–15 (16) × (3,8) 4–5 (5,5) μm. Żółte do złotożółtych w 5% KOH. Zawierające 1–3 kropel oleju. Podstawki (25) 30–37 × 8–10 μm, maczugowate, 4-zarodnikowe, szkliste, bezbarwne lub miodowo-żółte, czasami jasnożółte. Sterygmy o długości do 4 μm. Skórka składa się z nieregularnie przeplatanych strzępek o szerokości do 5 μm.
Gatunki podobne
Owocniki przypominają egzemplarze żółtego fenotypu Neoboletus luridiformis (Rostk.) Gelardi, Simonini & Vizzini opisywanego w randze form lub odmian Boletus erythropus Pers. Różni się od niego mniej masywnym, cylindrycznym trzonem, nie pokrytym wyraźnymi, czerwonymi kropkami (drobne łuseczki na trzonie są początkowo tego samego koloru co jego powierzchnia, z czasem przebarwiają się na brązowo) oraz krótszymi podstawkami (27-34 × 45–60 μm).
Neoboletus xanthopus jest blisko spokrewniony filogenetycznie i morfologicznie z borowikiem ceglastoporym (Neoboletus erythropus), bardzo rozpowszechnionym i znanym gatunkiem w całej Europie. Różni się od niego znajdującymi się na trzonie ziarnkami jednobarwnymi lub ciemnymi, ale nie czerwonymi, czerwono-pomarańczowymi porami i podstawkami, o których mówi się, że są krótsze.

## Występowanie i siedlisko
Naziemny grzyb mykoryzowy. Występuje w ciepłolubnych lasach w pobliżu dębów (Quercus L.) od czerwca do października. Gatunek jest pozornie rozpowszechniony, choć rzadki, głównie z południowej Europy. Do tej pory znane są stanowiska z Austrii, Bułgarii, Czech, Grecji, Hiszpanii, Holandii, Macedonii Północnej i Turcji. W Polsce został znaleziony w gminie Lubsko.